# Бузан (Астраханская область)
Бузан — посёлок в Красноярском районе Астраханской области, входит в состав Бузанского сельсовета.

## География
Посёлок находится  в юго-восточной части Астраханской области, на правом берегу протоки Бузан дельты реки Волги. Напротив посёлка острова Большой Осередок и Малый Осередок.
Уличная сеть
Спортивный пер., ул. 2-я Трудовая, ул. Мира, ул. Молодежная, ул. Набережная, ул. Пушкина, ул. Садовая, ул. Садовая 2-я, ул. Советская, ул. Спортивная, ул. Трудовая, ул. Чапаева, ул. Южная

## Население
| 2002 | 2010  | 2011 | 2012 | 2013 |
| ---- | ----- | ---- | ---- | ---- |
| 929  | ↗1010 | ↘957 | ↗967 | ↗992 |

## Инфраструктура
Животноводство, во времена СССР действовал совхоз «Бузанский».
Бузанская врачебная амбулатория. Дом культуры. Школа (Советская ул., 1А).
Мемориал Великой Отечественной войны (Военный мемориал, братская могила).

## Транспорт
Подъезд к автодороге регионального значения Новоурусовка — Белый Ильмень 12Н 123. Остановка общественного транспорта «Бузан».
По автодороге 12Н 123 достигается выезд к железной дороге (остановочный пункт «1492 Километр»).